# Чиганары (Чебоксарский район)
Чигана́ры (чув. Чаканар) — деревня в Чебоксарском районе Чувашской Республики.  Входит в состав Ишакского сельского поселения.

## География
Находится в северной части Чувашии на расстоянии приблизительно 15 км на запад-юго-запад по прямой от районного центра поселка Кугеси на левом берегу реки Унга.

## История
Известна с 1719 года, когда здесь было учтено 68 мужчин. В 1747 году было 80 мужчин, в 1763 – 110 мужчин, в 1795 – 36 дворов, 181 житель, в 1858 – 274 человека, в 1897 – 414 жителей, в 1906 – 86 дворов, 479 жителей, в 1926 – 93 двора, 376 жителей, в 1939 – 403 жителя, в 1979 – 298. В 2002 году было 77 дворов, в 2010 – 82 домохозяйства. В 1930 образован колхоз «Верный путь».

## Население
Постоянное население составляло 224 человека (чуваши 93%) в 2002 году, 237 в 2010.